# Audrey Landers

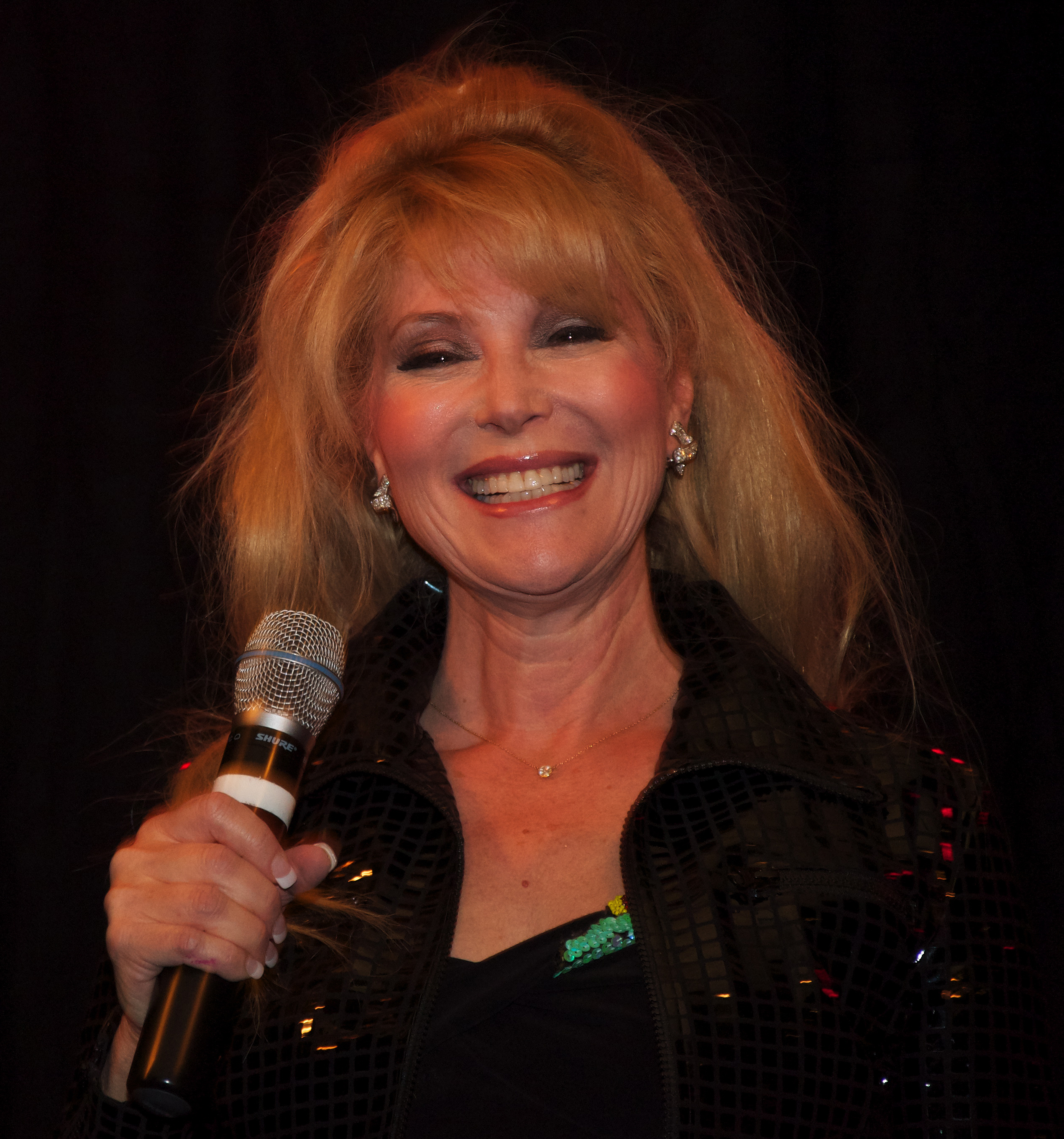
Audrey Landers (2011)

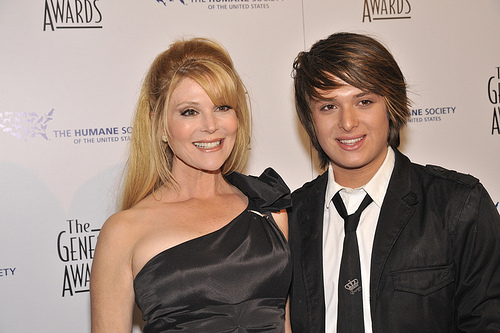
Audrey Landers und ihr Sohn Daniel

Audrey Landers (* 18. Juli 1956 in Philadelphia, Pennsylvania als Audrey Hamburg) ist eine US-amerikanische Schauspielerin, Schlagersängerin, Komponistin und Liedtexterin.

## Biografie
Audrey Landers ist eine Tochter von Ruth Landers und die zwei Jahre ältere Schwester von Judy Landers, die ebenfalls Schauspielerin ist. Die bekannteste Rolle der Deutsch-Amerikanerin war die der aufstrebenden Sängerin Afton Cooper in der Fernsehserie Dallas (1980–1984). Eine ihrer denkwürdigsten Rollen war die der Val Clarke im Film A Chorus Line von 1985.
Nicht nur in Dallas, sondern auch im richtigen Leben begann Audrey Landers eine Karriere als Sängerin. Ihr größter Hit war 1983 Manuel Goodbye, der die Top 10 in Deutschland und Platz 3 in Frankreich erreichte. Honeymoon in Trinidad, Little River und Playa Blanca hießen weitere Erfolge der US-Amerikanerin parallel zu ihrer Wirkzeit in Dallas. Einige ihrer Songs waren Coverversionen der Hits Silverbird, Fernando oder San Francisco. Die in Deutschland produzierte Landers konnte den Erfolg nicht auf die wichtigen Märkte Großbritannien oder auf ihr Heimatland, die Vereinigten Staaten, ausweiten, so dass ihre Popularität auf Deutschland, Belgien und die Niederlande beschränkt blieb. In den 1990er Jahren folgte die Zusammenarbeit mit deutschen Künstlern wie Bernhard Brink, mit dem sie 1997 das Duett Heute habe ich an dich gedacht aufnahm.
Seit Mai 1988 ist Audrey mit Donald Berkowitz verheiratet; sie ist Mutter von Zwillingen. Zusammen mit ihrem Sohn Daniel Landers tritt sie seit 2004 wieder öfter im deutschen Fernsehen auf. Im September 2004 erschien die Single Weil wir alle die gleiche Sonne sehen im Duett mit Daniel, im August 2005 folgte das Album Spuren eines Sommers mit ausschließlich deutschsprachigen Schlagern.

## Diskografie

### Studioalben
| Jahr | Titel                                 | Höchstplatzierung, Gesamtwochen, AuszeichnungChartplatzierungen (Jahr, Titel, Platzierungen, Wochen, Auszeichnungen, Anmerkungen) | Höchstplatzierung, Gesamtwochen, AuszeichnungChartplatzierungen (Jahr, Titel, Platzierungen, Wochen, Auszeichnungen, Anmerkungen) | Höchstplatzierung, Gesamtwochen, AuszeichnungChartplatzierungen (Jahr, Titel, Platzierungen, Wochen, Auszeichnungen, Anmerkungen) | Höchstplatzierung, Gesamtwochen, AuszeichnungChartplatzierungen (Jahr, Titel, Platzierungen, Wochen, Auszeichnungen, Anmerkungen) | Anmerkungen                          |
| Jahr | Titel                                 | DE | AT | CH | BE | Anmerkungen                          |
| ---- | ------------------------------------- | --- | --- | --- | --- | ------------------------------------ |
| 1984 | Wo der Südwind weht (Holliday dreams) | DE4 Gold · (15 Wo.)DE | AT13 (2 Wo.)AT | CH12 (7 Wo.)CH | — | Erstveröffentlichung: September 1984 |
| 1985 | Paradise Generation                   | DE52 (4 Wo.)DE | — | CH14 (5 Wo.)CH | — | Erstveröffentlichung: September 1985 |
| 1986 | Weites Land (country dreams)          | DE16 (9 Wo.)DE | — | — | — | Erstveröffentlichung: November 1986  |

grau schraffiert: keine Chartdaten aus diesem Jahr verfügbar
Weitere Alben
- 1983: Little River
- 1988: Secrets
- 1990: Meine Träume für dich(My dreams for you)
- 1991: Rendez-Vous
- 1992: Das Audrey Landers Weihnachtsalbum
- 2005: Spuren eines Sommers
- 2006: Dolce Vita
- 2010: Spuren deiner Zärtlichkeit
- 2013: Dallas feels like home

### Singles
| Jahr | Titel Album                                    | Höchstplatzierung, Gesamtwochen, AuszeichnungChartplatzierungen (Jahr, Titel, Album, Platzierungen, Wochen, Auszeichnungen, Anmerkungen) | Höchstplatzierung, Gesamtwochen, AuszeichnungChartplatzierungen (Jahr, Titel, Album, Platzierungen, Wochen, Auszeichnungen, Anmerkungen) | Höchstplatzierung, Gesamtwochen, AuszeichnungChartplatzierungen (Jahr, Titel, Album, Platzierungen, Wochen, Auszeichnungen, Anmerkungen) | Höchstplatzierung, Gesamtwochen, AuszeichnungChartplatzierungen (Jahr, Titel, Album, Platzierungen, Wochen, Auszeichnungen, Anmerkungen) | Anmerkungen                                             |
| Jahr | Titel Album                                    | DE | AT | CH | BE | Anmerkungen                                             |
| ---- | ---------------------------------------------- | --- | --- | --- | --- | ------------------------------------------------------- |
| 1983 | Manuel Goodbye Little River                    | DE10 (17 Wo.)DE | — | CH4 (7 Wo.)CH | BE1 (12 Wo.)BE | Erstveröffentlichung: Februar 1983                      |
| 1983 | Little River                                   | DE28 (10 Wo.)DE | AT6 (10 Wo.)AT | CH15 (7 Wo.)CH | BE34 (3 Wo.)BE | Erstveröffentlichung: Mai 1983                          |
| 1984 | Playa Blanca Wo der Südwind weht               | DE38 (9 Wo.)DE | — | — | BE6 (12 Wo.)BE | Erstveröffentlichung: März 1984                         |
| 1984 | Honeymoon in Trinidad Wo der Südwind weht      | — | — | — | BE25 (2 Wo.)BE | Erstveröffentlichung: Juli 1984                         |
| 1985 | Mi amor Wo der Südwind weht                    | DE52 (6 Wo.)DE | — | — | BE22 (5 Wo.)BE | Erstveröffentlichung: Januar 1985 mit Camilo Sesto      |
| 1997 | Heute habe ich an dich gedacht Mitten im Leben | DE100 (1 Wo.)DE | — | — | — | Erstveröffentlichung: September 1997 mit Bernhard Brink |

Weitere Singles
- 1985: Summernight in Rome
- 1985: Paradise Generation
- 1985: Jim, Jeff & Johnny
- 1986: Yellow Rose of Texas
- 1986: Tennessee Nights
- 1987: These Silver Wings
- 1987: Bella Italia
- 1987: Teach Me How to Rock (mit Judy Landers als „Rock Candy“)
- 1987: Hurricane Man (mit Judy Landers als „Rock Candy“) (produziert von Drafi Deutscher)
- 1987: Higher Life (Opening von MacGyver 5. Staffel 10. Episode) (Single)
- 1988: Silverbird (geschrieben von Renate Vaplus alias Drafi Deutscher)
- 1988: Never Wanna Dance
- 1989: Gone with the Wind
- 1989: Sun of Jamaica
- 1990: Shine a light
- 1990: Shadows of love
- 1991: Santa Maria Goodbye
- 1991: Monte Carlo
- 2004: Weil wir alle die gleiche Sonne sehen (mit Sohn Daniel)
- 2005: Sommernacht am Lago Maggiore
- 2006: In deinen Augen lag Dolce Vita
- 2007: Sommertraum
- 2009: Sommer, Meer und Sonnenschein

## Auszeichnungen für Musikverkäufe
| Goldene Schallplatte - Finnland - 1984: für das Album Little River - Neuseeland - 1984: für die Single Manuel Goodbye - 1984: für das Album Little River |

Anmerkung: Auszeichnungen in Ländern aus den Charttabellen bzw. Chartboxen sind in ebendiesen zu finden.
| Land/RegionAuszeichnungen für Musikverkäufe (Land/Region, Auszeichnungen, Verkäufe, Quellen) | Gold     | Platin | Verkäufe | Quellen                   |
| -------------------------------------------------------------------------------------------- | -------- | ------ | -------- | ------------------------- |
| Deutschland (BVMI)                                                                           | Gold1    | —      | 250.000  | musikindustrie.de         |
| Finnland (IFPI)                                                                              | Gold1    | —      | 25.000   | ifpi.fi                   |
| Neuseeland (RMNZ)                                                                            | 2× Gold2 | —      | 20.000   | aotearoamusiccharts.co.nz |
| Insgesamt                                                                                    | 4× Gold4 | —      |          |                           |

## Filmografie
- 1973: Notruf California (Fernsehserie, Staffel 3 in Folge 14)
- 1978: Kampfstern Galactica (Fernsehserie, eine Folge)
- 1979: Drei Engel für Charlie (Fernsehserie, Folge Mord im Mädchenpensionat (Teen Angels))
- 1981–1989: Dallas (Fernsehserie, 84 Folgen)
- 1985: A Chorus Line
- 1985: Mord ist ihr Hobby (Staffel 2, Folge 18: Eine Leiche zuviel)
- 1985: Trigger – Die Hand am Abzug (mit Schwester Judy)
- 1986: Johann Strauß – Der König ohne Krone
- 1986: Inferno USA (Hostage Dallas)
- 1989: MacGyver (Fernsehserie, eine Folge)
- 1989: Ghost Writer
- 1990: Heißes Erbe Las Vegas
- 1991: California Casanova (Filmkomödia)[2]
- 1996: Dallas – J.R. kehrt zurück (Dallas: J.R. Returns)
- 1996: Mord ist ihr Hobby (Staffel 12, Folge 18: Das belastende Indiz)
- 2007: Burn Notice (Fernsehserie, vier Episoden)
- 2013–2014: Dallas (Fernsehserie, Folgen 2.10, 3.04)